# Geokronologiska museet

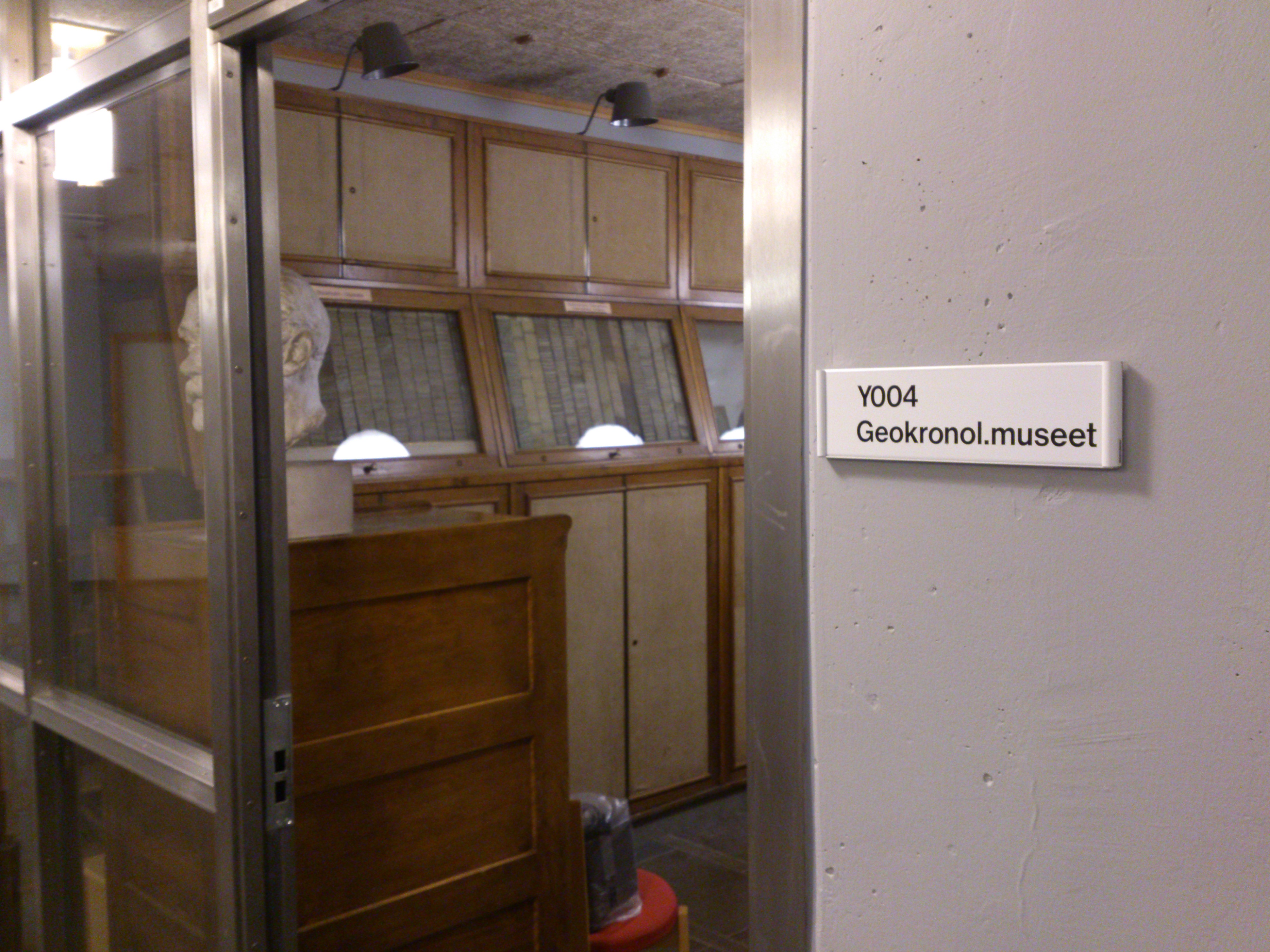
Geokronologiska museet

Geokronologiska museet är ett museum om geokronologi och lervarvskronologi i källarvåningen på Y-huset, Stockholms universitet. Museet grundades 1997 för att minnas geokronologiska institutet, vilket grundades 1924 inkvarterat i Gerard De Geers bostad på Sveavägen 34. 1968 blev institutet en del av Stockholms universitet, men fick efter en tid av ekonomiska skäl flytta från Sveavägen. Efter att mellan 1972 och 1975 legat på Kungstensgatan 45 och därefter på Kvartärgeologiska institutionen på Odengatan 63 lades det ner när de geovetenskapliga institutionerna flyttade till det gemensamma Geovetenskapens hus på Frescati.

## Galleri

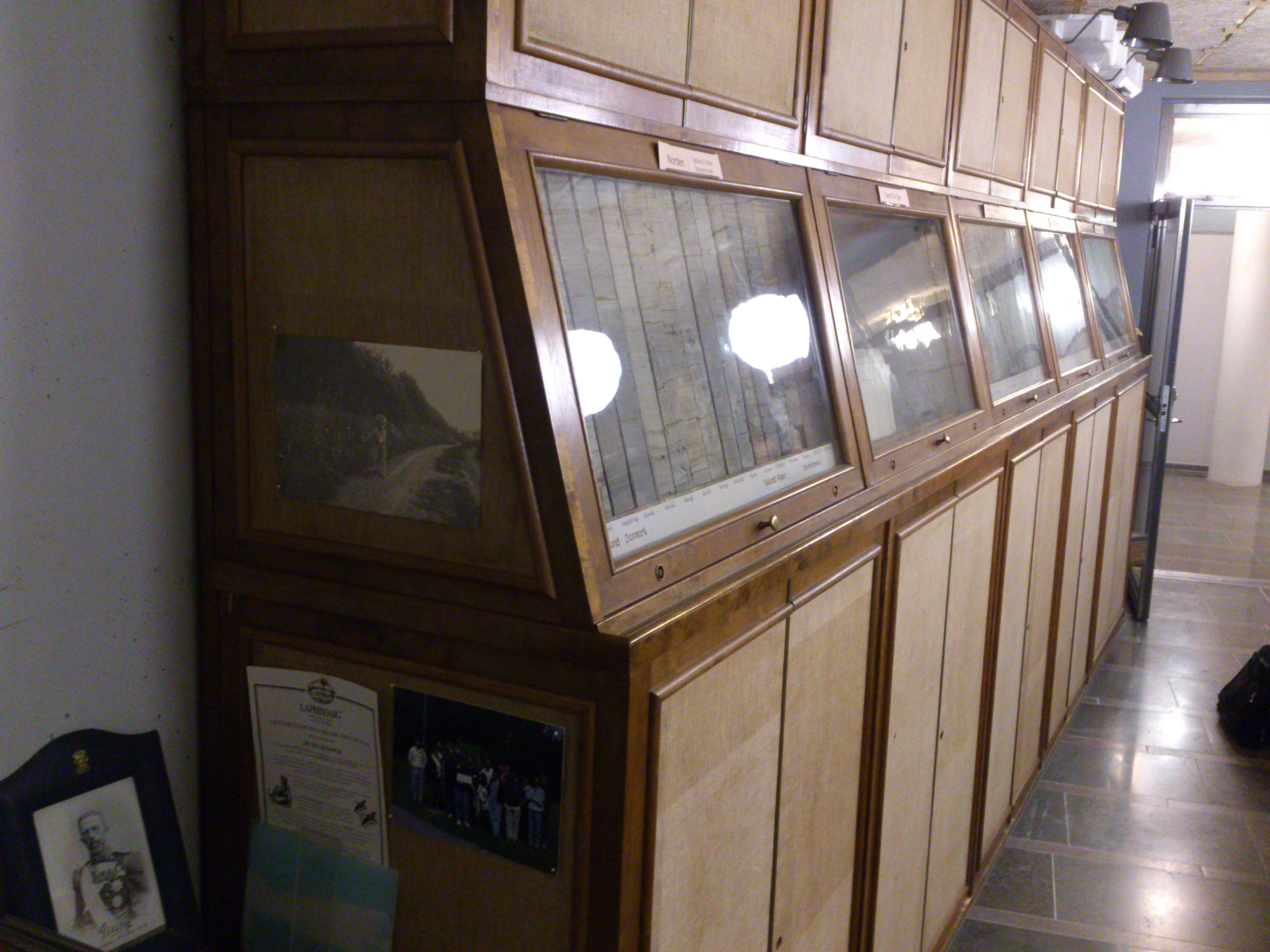
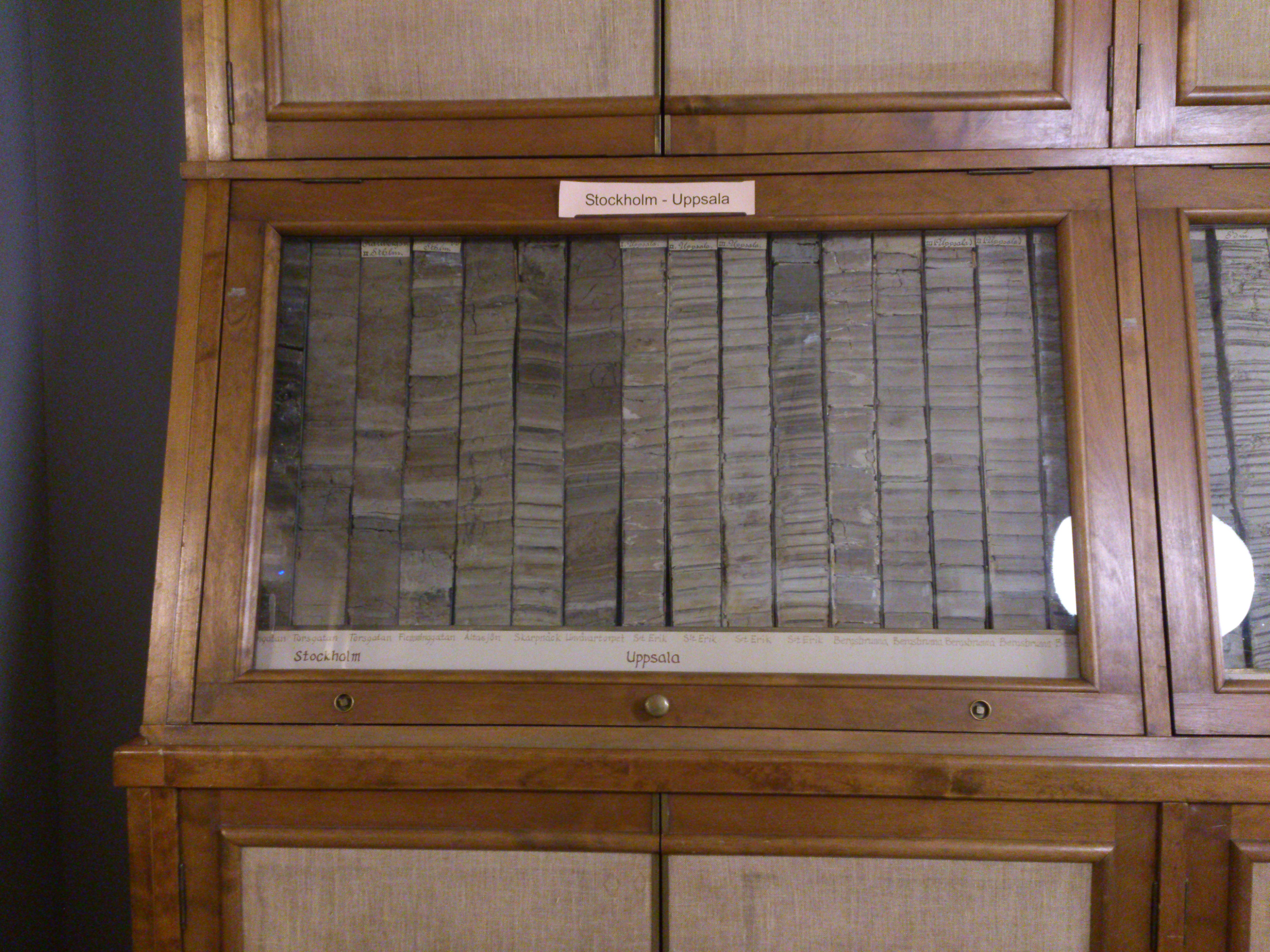
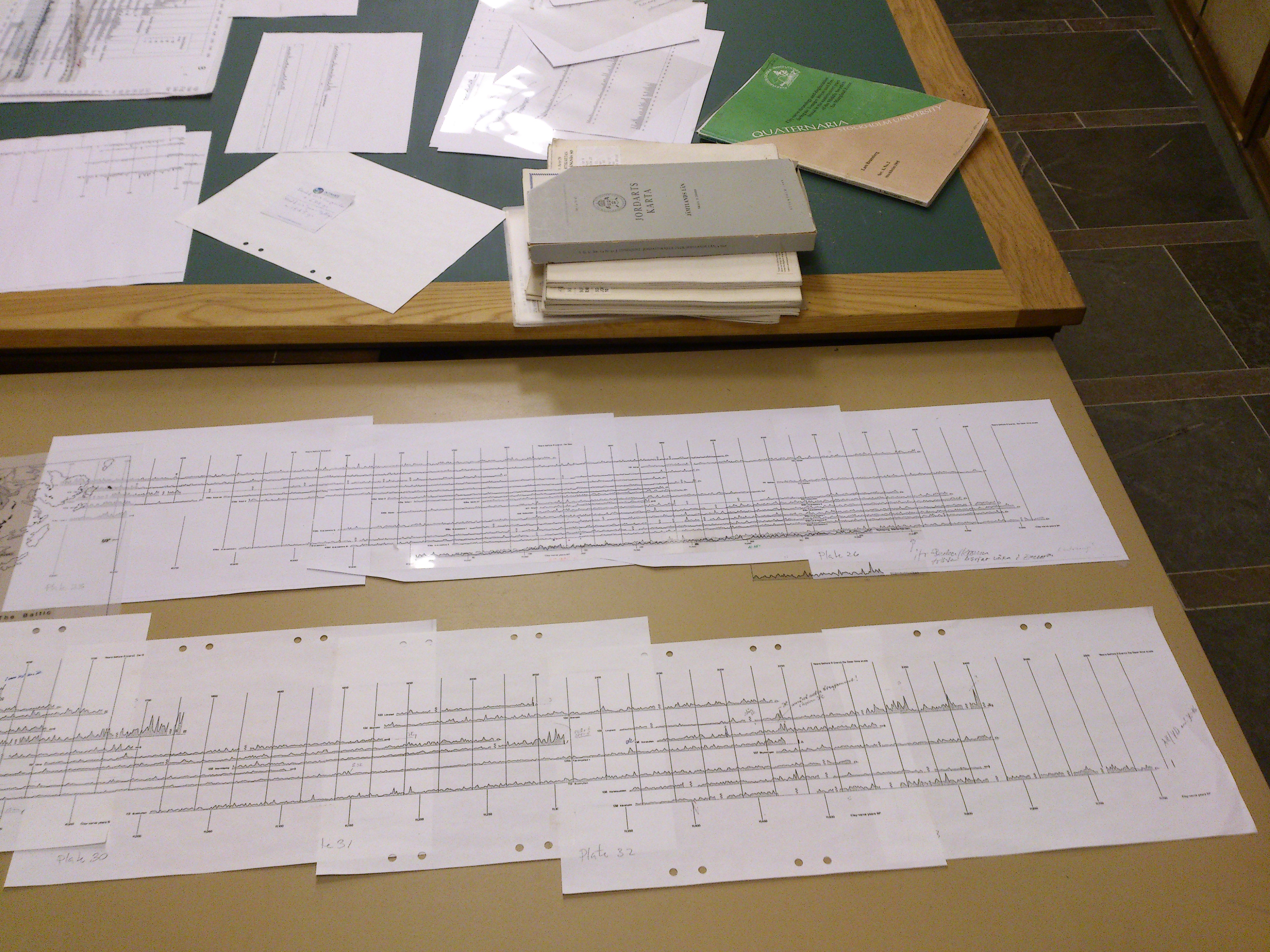
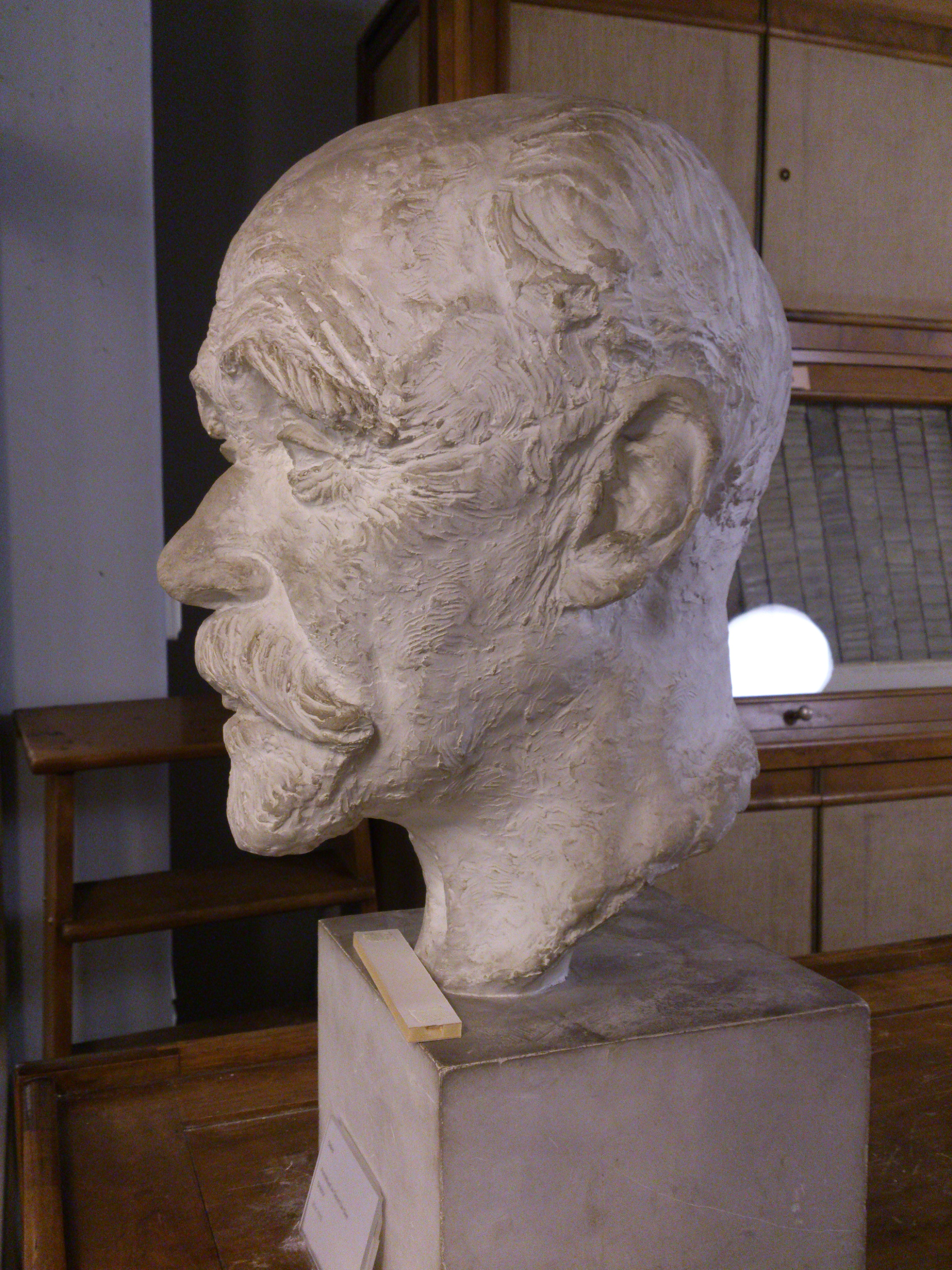
Gerard De Geer